# Ocular Oncology and Pathology
Ocular Oncology and Pathology (skrót: Ocul Oncol Pathol) – szwajcarskie czasopismo okulistyczne wydawane od 2014. Specjalizuje się w publikowaniu prac z zakresu onkologii okulistycznej (nowotwory oka). Kwartalnik. 
Publikowane są tu badania kliniczne i podstawowe obejmujące etiologię, patologię, techniki diagnostyczne, obrazowanie oraz najnowsze metody leczenia (także chirurgiczne) nowotworów oka. Nacisk kładziony jest na korelacje kliniczno-patologiczne, badania kliniczne oparte na dowodach oraz badania translacyjne.
Czasopismo jest afiliowane przy czterech towarzystwach okulistycznych: Sociedade Brasileira de Oncologia em Oftalmologia, The American Association of Ophthalmic Oncologists and Pathologists, International Society of Ocular Oncology oraz The European Ophthalmic Pathology Society.
W międzynarodowym rankingu SCImago Journal Rank (SJR) mierzącym znaczenie poszczególnych czasopism naukowych „Ocular Oncology and Pathology" zostało w 2019 sklasyfikowane na 50. miejscu wśród czasopism w kategorii: pielęgniarstwo.
W polskim wykazie czasopism punktowanych przez Ministerstwo Nauki i Szkolnictwa Wyższego periodyk otrzymał 20 pkt (2019).
Publikacje ukazujące się w tym czasopiśmie są indeksowane m.in. w Emerging Sources Citation Index, Google Scholar, Embase, bazie PubMed oraz w Scopusie.
Wydawcą jest szwajcarski Karger Publishers z Bazylei. Redaktorami naczelnymi są Arun D. Singh (Cole Eye Institute, Cleveland, USA) oraz Hans E. Grossniklaus (Emory Eye Center, Atlanta, USA).